# Cícero Júnior
Cícero Moacir Martins Júnior (nascido em 11 de fevereiro de 1980), conhecido como Cícero Júnior, é um treinador de futebol brasileiro, nascido em São João del-Rei. Atual treinador principal do Gama.

## Carreira

### Jogador
Cícero jogou pelas categorias de base do América Mineiro, Santa Tereza e Athletic antes de se tornar treinador em 2000, nas categorias de base do Gammonense . Em 2002, ele retornou ao Athletic e foi o treinador do clube nas escolas de futsal de base. 

### Treinador
Em 2009, Cícero Júnior assumiu o comando técnico do Athletic, durante o período amador do clube, permanecendo no cargo até 2014. Em 2016, atuou nas categorias de base sub-15 e sub-17 do Social Futebol Clube de São João del-Rei, e foi auxiliar técnico do sub-20 do Figueirense da mesma cidade no ano seguinte.
No dia 14 de novembro de 2019, Cícero Júnior tornou-se técnico sub-20 do Uberlândia. Como treinador interino do plantel principal por uma partida em janeiro seguinte, após a demissão de Felipe Surian, mas regressou ao seu cargo anterior após uma partida.
No dia 20 de agosto de 2020, o Athletic anunciou a volta de Cícero Júnior para a disputa do Mineiro Módulo II daquele ano. Em 21 de dezembro, após conquistar o primeiro acesso ao Campeonato Mineiro, ele renovou seu contrato, e conseguiu evitar o rebaixamento no Mineiro de 2021 com o clube.
Em maio de 2021, Cícero Júnior assinou com o Coimbra, passando um curto período como treinador da equipe sub-20 antes de se transferir para o Villa Nova como treinador principal, após este último clube estabelecer uma parceria com o primeiro. Ele também levou o Villa ao acesso no Mineiro, agora como campeão.
Depois de comandar o Villa Nova no Mineiro de 2022, Cícero Júnior voltou a Coimbra para o Mineiro Módulo II, assumindo também a equipe B da Segunda Divisão Mineiro no mesmo ano. Em 19 de dezembro de 2022, ele foi anunciado de volta à Villa Nova para a campanha seguinte.
Em 2 de abril de 2023, Cícero Júnior deixou o Villa e retornou ao Athletic. Em setembro, ele levou o clube ao seu primeiro acesso para a Série C do brasileirão, mas posteriormente saiu após não renovar seu contrato 
Em 12 de outubro de 2023, Cícero Júnior foi anunciado como técnico do Gama, trajetória encerrada em 26 de março de 2024.
Em setembro de 2024, Cícero Júnior é anunciado como técnico do Itabirito para a temporada 2025.
Em março de 2025 foi anunciado pelo Azuriz.
Em junho de 2025, é anunciado o retorno de Cícero ao Uberlândia Esporte Clube para a sequência da Série D do Campeonato Brasileiro.

## Títulos
Vila Nova
- Campeonato Mineiro Módulo II: 2021 [6]